# Collab
A Collab é uma empresa portuguesa dedicada ao desenvolvimento de software com base em arquitecturas por IP para contact centers (centros de contato). Foi fundada em 2003. Fez parte do Grupo Novabase 
até ser adquirida, em Março de 2020, pela Volaris, empresa do grupo mundial Constellation Software . Atua em setores como as Telecomunicações, Banca, Saúde e Governo. Entre os parceiros e clientes está a Axians (Vinci_(grupo)) a Vodafone e a Ageas.
A conquista de quota de mercado pela empresa deve-se a fatores como o crescimento das soluções em regime de SaaS e a relevância dos mercados internacionais, que em 2017 representavam 80% do volume de negócios. Em 2017 a empresa anunciou um aumento de 25% no seu volume de negócios e um aumento de 60% na sua equipa, face ao ano anterior. No segundo trimestre de 2018, a sua rede de parceiros registava um aumento de 35%.

## Projetos e Reconhecimentos
A Collab desenvolve soluções com recurso a automação e inteligência artificial. 
Tem uma ferramenta de construção de fluxos de bots que facilita a auto aprendizagem do robot e automatiza as suas respostas. Em 2016 o seu bot de Facebook venceu a competição App throwdown, da SugarCRM.
Criou um sistema de atendimento em vídeo para surdos e deficientes auditivos para a OK! Teleseguros. 
O programa Lisboa 2020, integrado no quadro do Europa 2020, facultou financiamento europeu à Collab para dois projectos:
- AI4CC, um projeto dedicado a levar a inteligência artitificial a contact centers e desenvolvido em conjunção com o centro de investigação UNIDEMI da Universidade Nova de Lisboa[10] [11].
- Tourist Companion, uma aplicação de geo ludificação para agentes de turismo, desenvolvido também com o centro UNIDEMI da Universidade Nova de Lisboa [12]

A Collab apoiou financeiramente a investigação sobre computação em nuvem na Universidade de Coimbra, através do projecto Nubitalk e Nubitalk II.
A tecnologia da Collab foi reconhecida pelo prémio GOLD 2019 da APCC (Associação Portuguesa de Contact Centers). 
Análises de mercado independentes realizadas pela Gartner Group posicionaram a Collab no Magic Quadrant para workforce management em Centros de Contato e no Magic Quadrant para Infraestrutura de centros de contato. 

## Produtos e Serviços
A oferta da Collab foca-se na área de central de atendimento e comunicações IP e engloba soluções de centro de contato, IP PBX, Workforce management e plataforma de ludificação, ou gamificação.. As soluções podem ser integradas com aplicações corporativas tais como: CRMs, bases de dados ou portais.
A instalação pode ocorrer em nuvem pública, em nuvem privada ou on-premises. A empresa tem uma nuvem própria denominada Nubitalk, suportada em Microsoft Azure .